# Milotice
Milotice (in tedesco Milotitz) è un comune della Repubblica Ceca facente parte del distretto di Hodonín, in Moravia Meridionale.

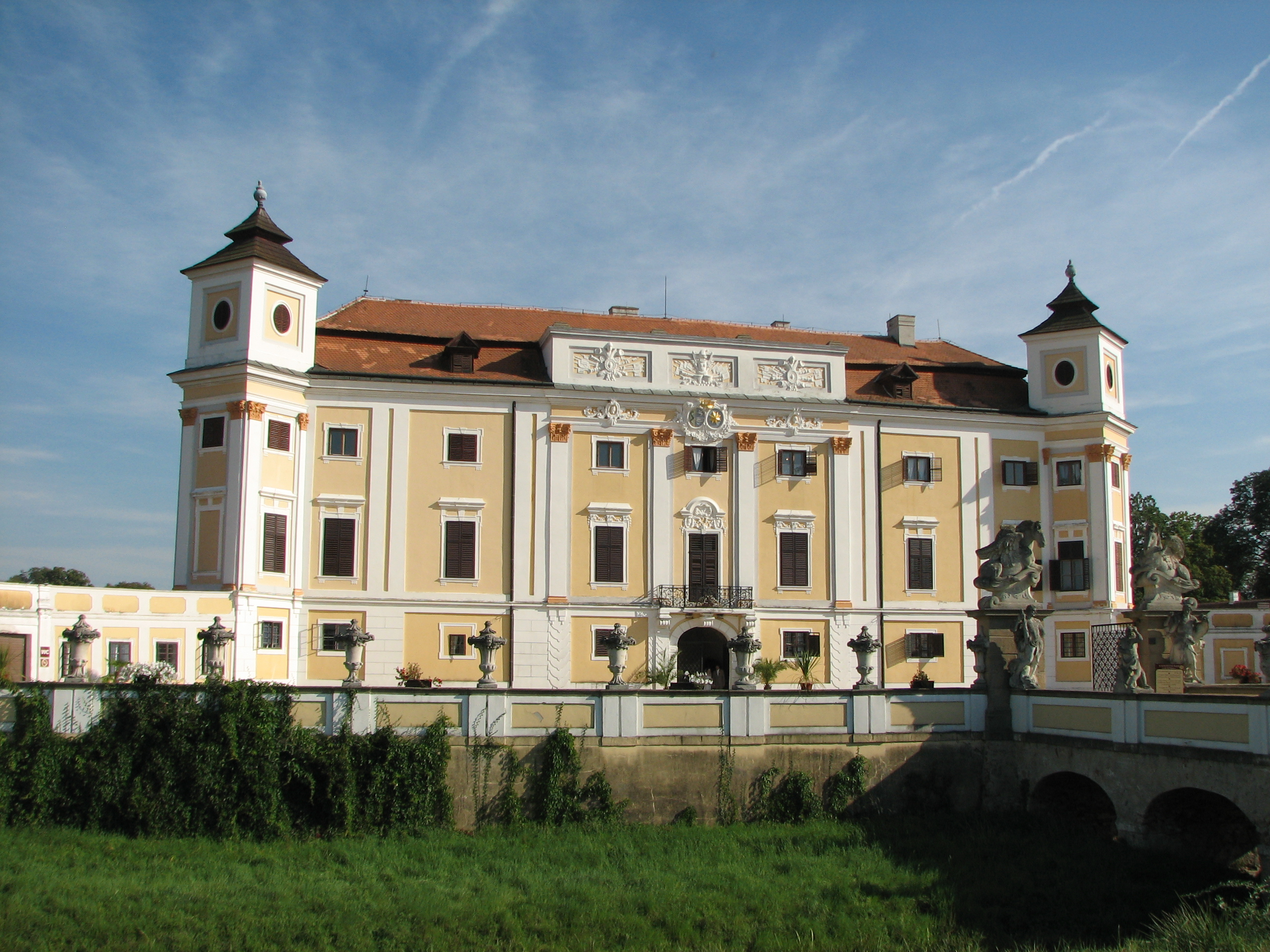
Il castello di Milotice (facciata principale)

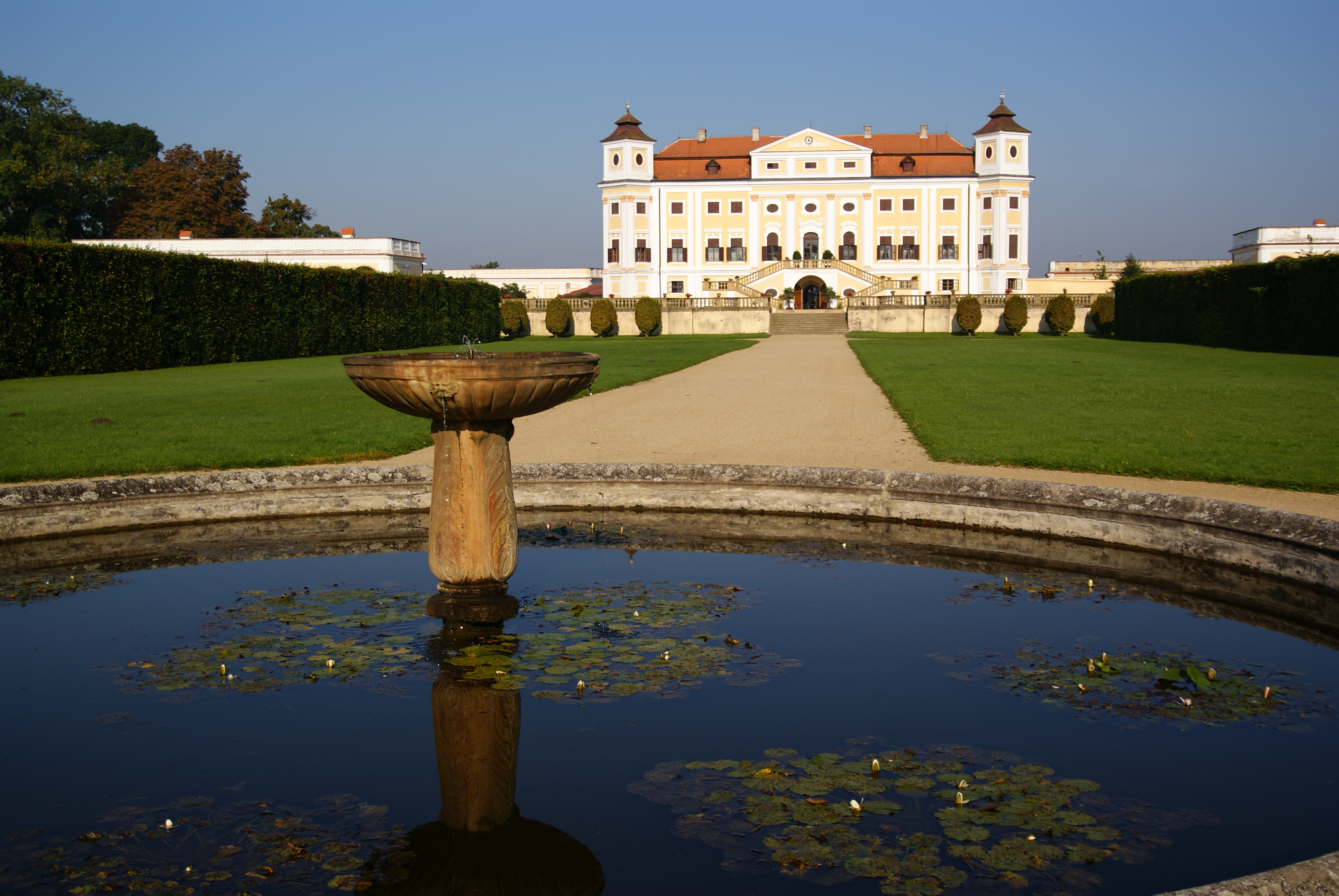
Facciata verso il parco

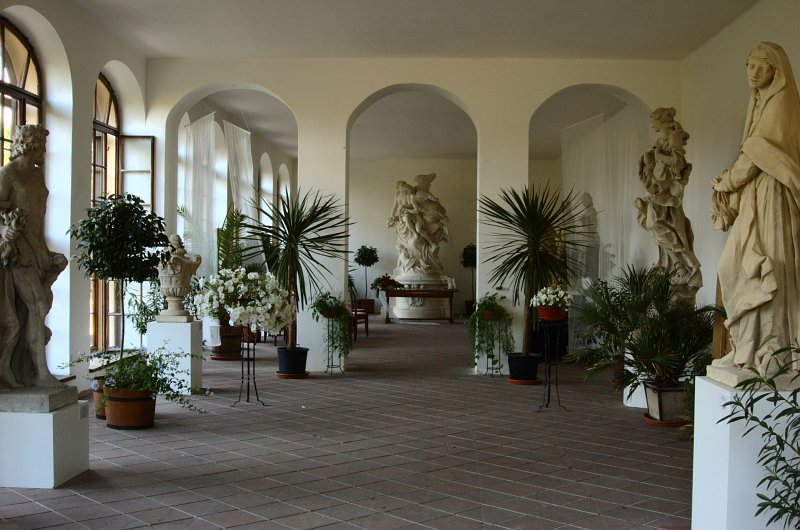
Esposizione di statue barocche in una orangerie

## Il castello
Il castello di Milotice era stato costruito come fortezza gotica circondata dall'acqua (ne è traccia il fossato che in parte circonda ancora l'edificio.  Il castello fu poi trasformato secondo il gusto rinascimentale, e infine completamente restaurata dai conti Serényi von Kis-Serény in stile barocco negli anni 1725-1726.  Ultimo proprietario privato fu la nobile famiglia tedesca dei Seilern und Aspang: con i Decreti Beneš il castello venne espropriato e nazionalizzato.
Gli interni del castello sono aperti al pubblico; particolarmente suggestivi sono gli affreschi del salone principale, realizzati dal pittore ceco František Řehoř Ignác Eckstein, seguace di Andrea Pozzo.  La cappella del castello venne invece affrescata dall'austriaco Josef Ignaz Mildorfer.
Di particolare pregio sono anche i giardini e il parco del castello.  In una delle due orangerie è allestita un'esposizione permanente di scultura barocca in Moravia.